# ТЕС Порт-Гедленд
ТЕС Порт-Гедленд — теплова електростанція на північному заході Австралії.
Певний час потужний комплекс для відвантаження залізної руди в Порт-Гедленді отримував живлення від ТЕС Кейп-Ламберт, що належала до розташованого західніше ще одного залізорудного терміналу іншої компанії. Нарешті, в 1995-му ввели в дію ТЕС Порт-Гедленд, яка отримала три встановлені на роботу у відкритому циклі газові турбіни від General Electric типу MS6001 потужністю по 42 МВт.
У 1998-му за 5 кілометрів північніше від ТЕС запустили ще дві такі саме турбіни, які мали обслуговувати металургійний проєкт Бударі (Boodarie). Останній за кілька років збанкрутував, а його енергетичний майданчик передали до складу ТЕС Порт-Гедленд. У 2018-му одну з турбін цього майданчика замінили на General Electric типу LM6000PF з такою саме потужністю 42 МВт.
Як паливо ТЕС використовує природний газ, що надходить по трубопроводу Каррата – Порт-Гедленд – Телфер.
Видача продукції відбувається по ЛЕП, що працює під напругою 66 кВ.